# أولاد عباد (سيدي بوطيب)
أولاد عباد هي إحدى مشيخات المملكة المغربية، تتبع جغرافيا لإقليم بولمان وإداريًا لسيدي بوطيب. يقدر عدد سكانها بـ 3962 نسمة حسب الإحصاء الرسمي للسكان والسكنى لسنة 2004.